# Hrvatska energetika
Hrvatska energetika opisuje proizvodnju, potrošnju i uvoz energije i električne energije u Hrvatskoj.
Hrvatska svoje potrebe za električnom energijom uglavnom zadovoljava iz hidroelektrana i termoelektrana, a dijelom iz nuklearne Krško koja je u suvlasništvu hrvatskih i slovenskih državnih elektroenergetskih tvrtki.
Hrvatska elektroprivreda (HEP) nacionalna je energetska tvrtka zadužena za proizvodnju, prijenos i distribuciju električne energije.
Godine 2009. potrošnja električne energije iznosila je 17,5 teravat-sati, što je oko 1 % manje u odnosu na 2008.

## Električna energija

### Proizvodnja
Ukupna instalirana snaga proizvodnih objekata izgrađenih u Hrvatskoj iznosi 3745 MW, od čega 2079 MW čini hidroenergija, a 1666 MW dolazi iz termoelektrana. Postoji 25 hidroelektrana, od kojih se većina nalazi na obali (uključujući jednocrkovnu hidroelektranu, RHE Velebit), i 7 termoelektrana, od kojih 3 također proizvode toplinu za industriju i grijanje u gradovima. Također, 338 MW dostupno je iz suvlasničke Nuklearne elektrane Krško, a 210 MW iz privatne termoelektrane Plomin 2.
U 2009. domaća je proizvodnja iznosila 12015 GWh, što je bilo 67,9 % ukupne domaće potražnje. Preostalih 32,1 % pokriveno je trgovinom. Ukupna potrošnja iznosila je 17697 GWh, što je pad od 1 % u odnosu na 2008.

### Prijenos
Hrvatska prijenosna mreža sastoji se od dalekovoda na tri različite nazivne razine napona, i to 400, 220 i 110 kV. Ukupna duljina visokonaponskih vodovoda je 7315 km.
Mreža je često bila meta napada tijekom Hrvatskog rata za neovisnost, što je rezultiralo čestim nestancima struje tijekom tog razdoblja. Od tada je mreža popravljena i ponovno spojena na sinkronu mrežu sinkronih zona 1 i 2 kontinentalne Europe, što je ponovno čini važnim tranzitnim sustavom.

### Distribucija
Prema Zakonu o energetici iz 2004. godine, kupci u Hrvatskoj mogu odabrati željenog distributera električne energije. Međutim, HEP Operator distribucijskog sustava ili HEP-ODS (podružnica Hrvatske elektroprivrede) i dalje je najveći distributer i industriji i kućanstvima. Njegova distribucijska mreža duga je 132.938 km, s instaliranih 26 764 transformatora, ukupne snage 14 170 MVA.
U 2009. godini bilo je 2 310 811 kupaca, od čega su 90,8 % bila kućanstva.

### Nuklearna energija
Hrvatska na svom teritoriju nema nuklearne elektrane. Hrvatska je zajedno sa Slovenijom suvlasnik Nuklearne elektrane Krško; pogon Krško izgrađen je u doba Jugoslavije na teritoriju današnje Slovenije. Od 2008. godine 17 % potrošnje električne energije u Hrvatskoj isporučuje tvornica Krško, za koju se očekuje da će biti ukinuta 2024. godine.
1978. godine jadranski otok Vir odabran je za mjesto buduće nuklearne elektrane, ali od tih se planova odustalo.
Prema izvješćima, Hrvatska od 2009. godine razgovara o mogućnosti izgradnje nuklearne elektrane s Albanijom, na lokaciji na obali jezera Skadar, na granici s Albanijom i Crnom Gorom. U travnju 2009. hrvatska je vlada porekla da je potpisan bilo kakav sporazum.
U anketi 2012. godine među 447 hrvatskih građana, koji su upitani "Smatrate li opravdanim korištenje nuklearne energije za proizvodnju električne energije?", 42 % je odgovorilo "da", a 44 % odgovorilo je "ne".